# Жизнь врасплох
«Жизнь врасплох»  — российский художественный фильм 2007 года.

## Сюжет
Маша, восемнадцатилетняя девушка из отдалённого района Москвы не ходит на тусовки, хорошо учится и поражает[кого?] с первого взгляда своей наивностью и какой-то детской непорочностью. Она хотела поступить в университет на романо-германское отделение филологического факультета, чтобы в будущем стать лингвистом-переводчиком, но безуспешно, поэтому до следующих вступительных экзаменов у неё впереди ещё целое лето на подготовку. Она встречает молодого человека, обещающий ей блестящие перспективы. Все происходит во время кастинга на роль в новом европейском реалити-шоу под названием «Девичья комната».
На кастинг Маша попадает случайно, по просьбе её лучшей подруги, там на скромную девушку сразу обращают внимание и пытаются заманить на съёмки: красивый европейский юноша по имени Амадей родом из Германии по задумке должен влюбить в себя Машу, чем он в дальнейшем и занимается, приглашая девушку на свидания. Он убеждает её в том, что работа в шоу подарит ей прекрасные перспективы, славу и деньги. К тому же ведущей шоу должна стать знаменитая певица, страстной поклонницей которой является девушка. Маша испытывает к Амадею трепетные чувства, поэтому соглашается на все его предложения.
После того как вся семья Маши подписывает контракт, начинается новая игра. Маша и члены её семьи уверены, что камеры для шоу будут стоять только в её комнате, а в процессе съёмок она должна просто делиться своими девичьими переживаниями с ведущей через интернет в режиме онлайн. Но после того, как в квартире делается дорогой ремонт, скрытые камеры втайне от жильцов устанавливаются во всех комнатах, и вся жизнь семьи становится достоянием общественности.
В жизни героев за время шоу происходит множество разнообразных событий, и отснятый материал не всегда входит в рамки моральных и этических норм, что идет вразрез с первоначальным планом продюсеров шоу. Всё становится известно. Предательство Амадея, подмоченная репутация, проблемы с родителями — всё это приводит Машу на грань, что заканчивается её личной драмой.[какой?] Амадей, в свою очередь, тоже решает проблему выбора между циничностью зарабатывающих деньги на шоу людей и жизнью несчастной девушки.

## В ролях
| Актёр                 | Роль              |
| --------------------- | ----------------- |
| Александра Прокофьева | Маша              |
| Марина Яковлева       | мама Маши         |
| Сергей Баталов        | папа Маши         |
| Маркус Кунце          | Амадей            |
| Татьяна Лаврентьева   | мама Амадея       |
| Наталья Ноздрина      | подруга Катя      |
| Дмитрий Козлов        | друг Тёма         |
| Всеволод Шиловский    | Сидор Камилович   |
| Феликс Шультесс       | линейный режиссёр |

## Фестивали и награды
Фильм получил «Приз зрительских симпатий» на Московском открытом фестивале молодёжного кино «Отражение» (2007).
Участвовал в конкурсной программе на Всероссийском кинофестивале для подростков и юношества «…надцатилетние» (2007).